# Button Island (Massachusetts)
Button Island ist eine Insel in der Hingham Bay im Boston Harbor. Sie liegt 12,5 mi (20,1 km) vom Bostoner Stadtzentrum entfernt auf dem Gebiet des Bundesstaats Massachusetts der Vereinigten Staaten. Button Island verfügt über eine dauerhafte Fläche von ca. 0,61 Acres (ca. 2.470 m²), die durch ein Watt je nach Tidenhub temporär um weitere 115 Acres (0,46 km²) vergrößert wird. Sie wird von der Stadt Hingham verwaltet und ist Teil der Boston Harbor Islands National Recreation Area.

## Geographie

### Geologie
Die Insel ragt ca. 10 ft (3 m) aus dem Wasser und besteht hauptsächlich aus Geschiebemergel.

### Flora und Fauna

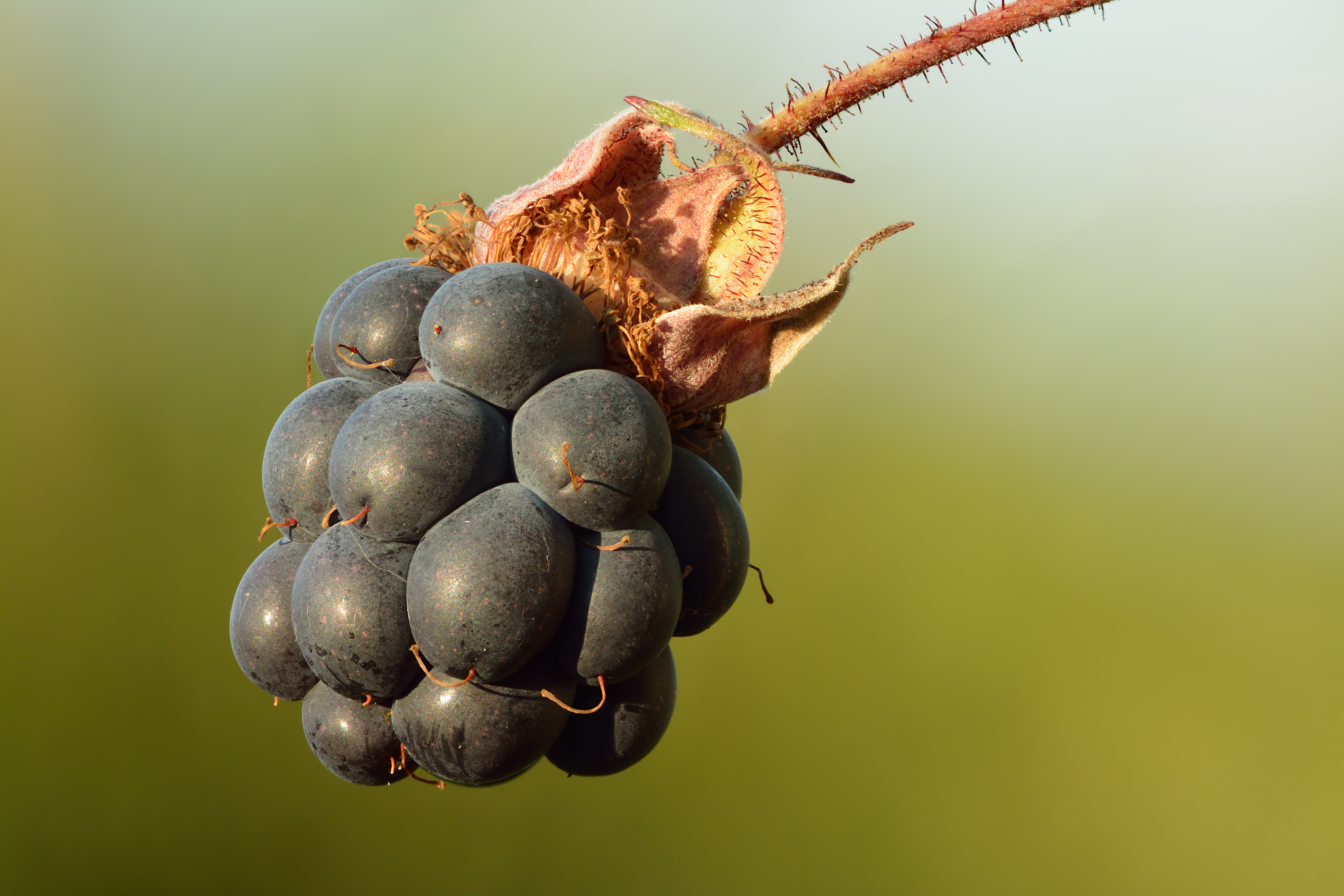
Kratzbeere

Auf Button Island gedeiht eine sehr große Eiche, die dort im späten 19. Jahrhundert angepflanzt wurde. Daneben gedeihen weitere kleinere, aber dennoch ausgewachsene Eichen sowie Linden, Zedern und Rhus. Zu den auf der Insel vorkommenden Sträuchern zählen Myrica und Kratzbeeren. In der Gezeitenzone wachsen verschiedene Gräser und Strandflieder.

## Geschichte
Sehr wahrscheinlich wurde die Insel bereits von den Indianern saisonal genutzt. Die ursprünglichen Baumbestände wurden vermutlich von den Kolonisten für die Nutzung als Feuerholz entfernt. Heute befinden sich auf der Insel rund 20 Bäume sowie dichte Brombeersträucher im Unterholz.